# Genève
Geneve (fransk: Genève; tysk: Genf) er den næststørste by i Schweiz efter Zürich. Byen er hovedby i den fransktalende kanton af samme navn. Kantonen Geneve er den vestligste af de schweiziske kantoner og omgivet af Frankrig på næsten alle sider. Byen ligger, hvor Genevesøen har sit afløb til floden Rhône.
Geneve er en international by med en kosmopolitisk atmosfære. Mange internationale organisationer har hovedsæde i Geneve. Også FN's forløber Folkeforbundet havde hovedsæde i Geneve. Geneve har lagt navn til Geneve-konventionen.
I det 16. århundrede var Geneve calvinismens hovedby. Michael Servetus døde her.

## Transport
Genève Internationale Lufthavn blev indviet i 1919 og er placeret cirka fem kilometer fra byens centrum. I 2012 ekspederede den knap 14 millioner passagerer. 

## Statistik
Befolkningstal i byen Geneve: 197.376 (2014) hvoraf 48 % er udlændinge. Med forstæder: 769.000 og metropol: 1.250.000. Befolkningstal i kantonen Geneve: 414.300 hvoraf 48 % er udlændinge.